# Raupenstein
Der Raupenstein zwischen Kolmbach und Winterkasten ist ein 545,3 m ü. NHN hoher, im oberen Bereich bewaldeter Berg des Odenwaldes im Stadtgebiet von Lindenfels im südhessischen Landkreis Bergstraße. Er hat zwei annähernd gleich hohe Kuppen; der etwas höhere nördliche Gipfel liegt etwa 250 m vom südlichen entfernt.

## Geographie

### Lage
Der Raupenstein liegt im Geo-Naturpark Bergstraße-Odenwald in der Bergkette, die sich von der etwa 900 m entfernten Neunkircher Höhe (605 m), dem höchsten Berg des Vorderen Odenwaldes, nach Süden über den Raupenstein bis hin zum Berg Das Buch (535,3 m) erstreckt und jenseits der südsüdöstlich davon befindlichen Litzelröder Höhe mit dortiger Bismarckwarte am Schenkenberg (479,6 m) die Kernstadt von Lindenfels erreicht. Diese Bergkette trennt die Täler von Gersprenz im Osten und Lauter im Westen. Am Ostfuß des Berges liegt das Dorf Winterkasten und am Westfuß das Dorf Kolmbach, die beide zur Stadt Lindenfels gehören.

### Naturräumliche Zuordnung
Der Raupenstein gehört in der naturräumlichen Haupteinheitengruppe Odenwald, Spessart und Südrhön (Nr. 14) und in der Haupteinheit Vorderer Odenwald (145) zur Untereinheit Neunkircher-Höh-Odenwald (145.6).

## Verkehr und Wandern
Entlang der Südflanke des Raupensteins erreicht die als Nibelungenstraße bekannte Bundesstraße 47 an der Schönen Aussicht ihren Scheitelpunkt (447 m) auf dem Weg von der Bergstraße im Westen zum Gersprenztal im Osten. Am Berg gibt es Rundwanderwege – ausgehend von Kolmbach und Winterkasten. An ihm vorbei führen folgende Wanderwege und Radwege:
- der 171 km lange HW15 (Main-Stromberg-Weg) von Frankfurt nach Sternenfels,
- der 62 km lange HW20 von Bensheim nach Miltenberg,
- der 400 km lange Fernwanderweg Hessenweg 4 von Marsberg im Sauerland nach Neckarsteinach und
- der 70 km lange Hessische Radfernweg R9 von Worms nach Obernburg am Main.[2]